# Dendronephthya repens
Dendronephthya repens is een zachte koraalsoort uit de familie Nephtheidae. De koraalsoort komt uit het geslacht Dendronephthya. Dendronephthya repens werd in 1905 voor het eerst wetenschappelijk beschreven door Kükenthal. 